# بی‌لو
بی‌لو (انگلیسی: Belo) شرکت رسانه‌ای آمریکایی است، که در سال ۱۹۲۶ تأسیس شد.